# (9102) Foglar
(9102) Foglar est un astéroïde de la ceinture principale.

## Description
(9102) Foglar est un astéroïde de la ceinture principale. Il fut découvert le 12 décembre 1996 à l'Observatoire Kleť par Miloš Tichý et Zdeněk Moravec. Il présente une orbite caractérisée par un demi-grand axe de 3,08 UA, une excentricité de 0,09 et une inclinaison de 2,8° par rapport à l'écliptique.

## Compléments